# مقاطعة بيرانشهر
مقاطعة بيرانشهر (بالفارسية: شهرستان پیرانشهر) هي إحدى مقاطعات محافظة أذربيجان الغربية في إيران. كان عدد سكان المقاطعة سنة 2017 حوالي 138.864 نسمة.